# دام انداختن دامنه
دام انداختن دامنه، صیادی دامنه یا قاپ‌زنی دامنه (انگلیسی: Domain drop catching) فرایندی است برای به دست آوردن دامنه‌های اینترنتی از پیش ثبت شده. صیادان دامنه معمولاً با بهره‌گیری از ابزارهای مختلف زمان انقضاء دامنه هدف را به انتظار می‌نشیند تا بلافاصله پس از انقضاء آن دامنه را به نام خود ثبت کنند.
صیادی دامنه هم عمر دسترسی عمومی مردم به اینترنت و ثبت دامنه‌هاست و حتی سرویس‌های رسمی هم در بازار وجود دارند که به این کار مشغول هستند.

## زمینه
هنگام ثبت دامنه، معمولاً امکان ثبت دامنه به مدت یک سال یا بیشتر با تمدید خودکار به عنوان گزینه احتمالی به مشتری داده می‌شود اگرچه برخی از ثبت کنندگان دامنه اغلب تلاش می‌کنند تا انقضا قریب‌الوقوع نام دامنه را به یک ثبت کننده اطلاع دهند، عدم ثبت نام اصلی در ارائه اطلاعات تماس دقیق از طرف ثبت کننده اصلی، ایجاد یک ثبت ناخواسته را امکان‌پذیر می‌کند.
شیوه کار نیز متفاوت است و ثبت نام کنندگان ملزم نیستند که انقضا قریب‌الوقوع را به مشتریان اطلاع دهند.
تا زمانی که ثبت کننده اصلی دارای علامت تجاری یا حق قانونی دیگری برای این نام نباشد، این امکان وجود دارد که در صورت بروز اشتباه یا فراموش کردن تمدید دامنه، یک دامنه به دام صیادان دامنه بیافتد و آنها برای بازگرداندن آن درخواست پول هنگفتی بکنند.
ثبت دامنه جدید معمولاً ارزان قیمت هستند، مثلاً دامنه‌های دات‌کام معمولاً زیر ۱۰ دلار آمریکا ارزش دارند، اما اگر شما یک دامنه با عمر بالا یا برند شناخته شده را از دست بدهید. ممکن است صیادان دامنه برای آن درخواست چندین برابر پول کنند.